# Francisco de Manuel
Francisco de Manuel (Madrid, 5 de julio de 2000) es un torero español.

## Biografía
Francisco de Manuel, reside en Colmenar Viejo, su padre fue torero, de ahí su afición.

## Carrera profesional
Debutó sin caballos en Peñafiel 
Debutó con picadores el 27 de agosto de 2017 en Collado mediano (Madrid) con novillos de el Puerto de San Lorenzo y la Ventana del Puerto junto a Toñete y Carlos Ochoa, esa tarde corto dos orejas saliendo por la puerta grande. 
Se presentó como novillero en Las Ventas el 1 de mayo de 2018 completando el cartel junto a Amor Rodríguez y Pablo Mora con novillos de Antonio López Gibaja, cortando una oreja al primero de su lote y en el segundo dando la vuelta al ruedo.
El 24 de marzo de 2019 corto la primera oreja de la temporada en Madrid a un novillo de Fuente Ymbro.
El 29 de mayo el club taurino de Londres le homenajeó por haberle considerado novillero de la temporada 2018.
Se presenta en México el 11 de octubre de 2019 con toros de Vistahermosa junto a Sebastián Ibelles y Yussef Hernández Medina.

## Premios
- 2018: Premio "Alfarero de Oro", concedido por el Ayuntamiento de Villaseca de la Sagra (Toledo).[6]
- 2019: Premio "Racimo de Oro, Villa de Cadalso" y Premio a la Mejor estocada, concedidos por el Ayuntamiento de Cadalso de los Vidrios (Madrid).[7]
- 2022: Triunfador de la LI Feria Internacional del Sol (Mérida - Venezuela).
- 2022: Triunfador Copa Chenel[8]
- 2023: Triunfador de la LII Feria Internacional del Sol (Mérida - Venezuela).

## Estadísticas
- Temporada 2017: 6 festejos y 11 orejas.
- Temporada 2018: 24 festejos, 29 orejas y un rabo que corto en Villa del Prado.
- Temporada 2019: 24 festejos y 17 orejas.[9]